# 森特一號鎮區 (堪薩斯州諾頓縣)
森特一號鎮區（英語：Center-District 1 Township）是位於美國堪薩斯州諾頓縣的一個行政鎮區。

## 地方資料
森特一號鎮區的面積為655.08平方千米，當中陸地面積為654.59平方千米，而水域面積為0.49平方千米。根據2010年美國人口普查的數據，當地共有人口1393人，而人口密度為每平方千米2.13人。

## 外部連結
- US-Counties.com
- City-Data.com （页面存档备份，存于）